# Abraham Johan Burman
Abraham Johan Burman, född 18 augusti 1792 i Karlshamn, död 27 januari 1854 i Stockholm, var en svensk kamrer i riksbanken, ritlärare och landskapsmålare.
Han var son till kommendanten i Karlshamn Johan Burman och Birgitta Kjellman och gift med Amalia Staf. Han var far till Conny Burman. Vid sidan av sitt arbete som kamrer vid  riksbanken var han verksam som konstnär. Han medverkade ett flertal gånger i Konstakademiens utställningar.